# Elephantomyia filiform
Elephantomyia filiform är en tvåvingeart som först beskrevs av Walker 1865.  Elephantomyia filiform ingår i släktet Elephantomyia och familjen småharkrankar. Inga underarter finns listade i Catalogue of Life.